# Hindbær
Hindbær (Rubus idaeus), undertiden kaldet almindelig hindbær, er en halvbusk med oprette 100-150 cm høje skud, der vokser i lyse skove og skovrydninger. Især unge skud er tæt beklædt med stive hår eller svage torne. Hindbærplanten har velsmagende frugter, hindbær. Smagen er sødlig, næsten parfumeret.

## Beskrivelse
Hindbær er en løvfældende busk med en usædvanlig vækstform: De étårige skud er oprette og bærer spredte, trekoblede blade. De toårige skud sætter korte sideskud fra sidste års bladhjørner. Sideskuddene bærer uligefinnede blade (med 5 småblade) og blomster. Sidst på året dør andet-års skuddene. Knopperne er spredte og ret grove.
Bladene er trekoblede eller uligefinnede med savtakket rand. Oversiden er lysegrøn, mens undersiden er hvidfiltet. Blomsterne er hvide. De sidder i åbne stande på korte sideskud. Frugterne er røde og hueformede, de kendte hindbær. Frøene modner godt og spirer villigt.
Rodnettet består af lange, kun lidt grenede hovedrødder, og af mange, fine og højtliggende siderødder. Planten skaber jordtræthed.
Højde x bredde og årlig tilvækst: 2 x 0,5 m (200 x 50 cm). Planten bliver meget bredere, fordi den stadigt vokser udad med udløbere.

## Voksested
Hindbær vokser vildt i både Europa, Vestasien og Nordamerika. Den gror derfor også i lysninger i danske løv- eller nåleskove, hvor der sker en kraftig omsætning i jorden. Derved bliver Hindbær til indikatorart blandt de såkaldte "kvælstof-planter". Den er almindelig i det meste af landet i lyse skove, krat og skovrydninger, men sjælden i Vestjylland.
I et ugræsset krat i Ingeborgs Bakker ved Fosdal Plantage med især Bævre-Asp, Stilk-Eg og Sitka-Gran som overstandere findes en bundvegetation af dværgbuske. Her vokser arten sammen med bl.a. benbræk, blåbær, ene, fjerbregne, gyvel, blåtop, dunbirk, engelsk visse, klokkelyng, stilkeg, tormentil og øret pil

## Anvendelse
Nogle sorter (f.eks. 'Autumn bliss') bærer frugt på årsskuddene, som visner bort samme år. De mest kendte sorter har røde, op til to cm lange bær. Frugten er en flerfoldsfrugt sammensat af små saftige stenfrugter, der hver indeholder et frø i midten. Men der findes mange sorter, og bærrene ses i både hvide og gule varianter.

Bladene fra hindbærbusken bruges i te, og et gammelt husråd siger, at teen modvirker morgenkvalme.

## Ordets udtale og etymologi
Hindbær bliver ofte udtalt og – mod retskrivningsordbogen – også skrevet himbær, en form, der dog var almindelig i ældre dansk, f.eks. hos Baggesen og Oehlenschläger (jf. ODS).
Ordet, der også kendes fra tysk (Himbeere) og engelsk dialekt (hindberry), hænger nok ikke sammen med dyrenavnet hind "hunhjort", men snarere med roden i ham og himmel, dvs. "dækket, indhyllet" (jf. Dansk etymologisk ordbog).